# Michael Babcock
Michael Babcock (* 29. dubna 1963 Manitouwadge, Ontario) je kanadský profesionální trenér ledního hokeje.

## Trenérská kariéra
Od sezóny 2015/16 trénuje Toronto Maple Leafs v NHL. Mezi léty 2002 až 2004 trénoval v NHL Anaheim Ducks a poté od sezóny 2005/06 až do nástupu k Maple Leafs trénoval Detroit Red Wings, se kterým dokázal pětkrát vyhrát centrální divizi. Dále pak v sezónách 2007/08 a 2008/09 vyhrál západní konferenci, přičemž se mu v sezóně 2007/08 povedlo vyhrát s Detroitem i Stanley Cup. Svou trenérskou kariéru však započal už v roce 1987. Od sezóny 1991/92 do 1992/93 trénoval Moose Jaw Warriors v lize WHL, ve které pak ještě trénoval Spokane Chiefs od sezóny 1993/94 až do 1999/2000. Poté se na dva roky usadil v AHL v týmu Cincinnati Mighty Ducks. Neměl však úspěchy jen v NHL, ale i na mezinárodní scéně. Babcock byl dvakrát jmenován hlavním trenérem Kanady na Olympijských hrách. V roce 2010 a Olympiádě ve Vancouveru i v roce 2014 na Olympiádě v Soči dovedl kanadský tým ke zlaté medaili. Také jako trenér dokázal vyhrát Mistrovství světa v ledním hokeji 2004. Je jediným trenérem v historii, který se dostal do Triple Gold Clubu. Díky všem těmto významným úspěchům je považován za jednoho z nejlepších hokejových trenérů současnosti. Byl také jmenován trenérem na Světový pohár 2016.